# Waleria Żarnoch
Waleria Żarnoch (ur. 21 listopada 1908 w Dąbrowach, zm. 14 kwietnia 1988 tamże) – polska śpiewaczka ludowa, poetka, gawędziarka, wycinankarka z kurpiowskiej Puszczy Zielonej, uważana jest za jedną z najwybitniejszych śpiewaczek w historii polskiej muzyki tradycyjnej.

## Biografia
Miejsce i data jej urodzenia były przedmiotem sporu. Henryk Dąbrowski oraz Stanisław Pajka podawali, że Waleria Markwas urodziła się 11 listopada 1908 w Wolkowych-Kolonia koło Zawodzia. Katarzyna Błońska podała 21 listopada 1908 i wieś Dąbrowy na pograniczu mazursko-kurpiowskim. Takie też informacje znajdziemy w najnowszym wydawnictwie na temat śpiewaczki i taka też jest data urodzin w akcie chrztu. Dąbrowski podał, że matka Walerii, Paulina z Majewskich, pochodziła z Grudziądza z rodziny o patriotycznych tradycjach, a ojciec Józef z Mazur. Osiedlili się na Kurpiach. Z kolei K. Błońska twierdziła, że rodzina Markwasów wywodziła się z Puszczy Kurpiowskiej, co jest prawdopodobne, bo matka Walerii znała pieśni kurpiowskie, a na weselach pełniła funkcję czepcarki, więc musiała cieszyć się autorytetem i raczej nie była osobą z zewnątrz. Waleria miała troje rodzeństwa: Józefa, Marię i przyrodniego brata Stanisława z drugiego małżeństwa matki. Wzrastała w patriotycznej i religijnej atmosferze.
Waleria Markwas ukończyła cztery klasy szkoły powszechnej. W 1927 wyszła za mąż za Bolesława Żarnocha. Wraz z mężem pracowała w gospodarstwie rolnym. Do wybuchu II wojny światowej urodziła pięcioro dzieci. W momencie rozpoczęcia kampanii wrześniowej uciekła z dziećmi do Cięćka. Mąż został zmobilizowany, we wrześniu 1939 został wzięty do niewoli, a następnie pracował przymusowo w Prusach Wschodnich. Po dwóch miesiącach uciekł do domu.
Po 1945, zmuszona biedą, Żarnochowa podjęła pracę jako handlarka wyrobami rękodzielniczymi z wełny i lnu, które sprzedawała na zachód Polski. Łącznie urodziła jedenaścioro dzieci, najmłodsze w wieku 46 lat. Mąż popierał jej ambicje twórcze, sam grał na bębenku i skrzypcach.
Tzw. emeryturę twórczą otrzymała ze Stowarzyszenia Twórców Ludowych w Lublinie jako jedna z nielicznych w kraju śpiewaczek ludowych. Do STL należała od 1971.
Całe życie spędziła w Dąbrowach. W dniu jej pogrzebu, przed wyprowadzeniem zwłok na cmentarz, odtworzono pieśń, którą napisała i nagrała na tę okoliczność.

## Twórczość
Od dzieciństwa pomagała w gospodarstwie i w domu. Pod nadzorem osób starszych haftowała koszule i obrusy, wycinała koguciki, kwiatki, drzewa i leluje. Przez całe życie wykonywała wycinanki i kierce, szydełkowała. Angażowała się w kultywowanie tradycji kurpiowskich jako czepiarka na weselach organizowanych w Dąbrowach i okolicy.
Pisała wiersze gwarą kurpiowską. Pierwszy powstał, gdy miała 9 lat. W twórczości poetyckiej koncentrowała się na regionie kurpiowskim.
Jej życiową pasją było śpiewanie. Była obdarzona wyjątkowym głosem oraz talentem muzycznym. W wieku 15 lat zaśpiewała ks. Władysławowi Skierkowskiemu, który zbierał pieśni kurpiowskie. W pracy Puszcza Kurpiowska w pieśni znalazło się 35 pieśni opatrzonych jej nazwiskiem. Kapłan zanotował je w Wolkowych. Markwasówna przebywała wówczas u brata. Skierkowski spisał również pieśni śpiewane przez matkę Walerii.
W 1929 Waleria Żarnoch założyła śpiewaczą grupę „Dąbrozianka” w Dąbrowach. Po wojnie reaktywowała ją pod nazwą Zespół Kurpiowski „Dąbrozianka”. Była solistką i choreografką zespołu. W 1946 „Dąbrozianka” wzięła udział w pochodzie pierwszomajowym w Warszawie. Żarnochowa przygotowała program „Oczepiny” z wesela kurpiowskiego. Premiera odbyła się w teatrze Stefana Jaracza w Olsztynie. Następnie widowisko było pokazywane w innych miastach Warmii i Mazur. W 1971 Zespół Kurpiowski „Dąbrozianka” przekształcił się w zespół „Dąbrozianie”, w którym występowało 17 osób, w tym kilka małżeństw. Żarnochowa powiększyła zespół o kapelę „Stasiulków” (Ignacy Zyśk – skrzypce, Stanisław Skonieczny – harmonia pedałowa, Stanisław Lis – bębenek). Zagrała rolę czepiarki w filmie „Wesele kurpiowskie” Telewizji Polskiej, które zostało nakręcone w 1972. W filmie wystąpiły śpiewaczki z zespołu „Dąbrozianki”, kapela „Stasiulków”, córka Walerii, Maria, oraz wnuczki Walerii. Grupa śpiewacza zespołu, w której występowała Żarnochowa, oraz kapela „Stasiulków”, zaczęły występować na imprezach regionalnych, np. Miodobraniu Kurpiowskim w Myszyńcu i Palmie Kurpiowskiej w Łysych. Występowały w Warszawie, były zapraszane w różne regiony Polski. W 1978 na festiwalu folkloru i sztuki ludowej w Płocku grupa otrzymała wyróżnienie.
Głos Walerii Żarnoch w 1952 zarejestrowali Jadwiga i Marian Sobiescy, tworząc archiwum muzyki ludowej podczas ogólnopolskiej Akcji Zbierania Folkloru Muzycznego. Nagrania są dziś przechowywane w Instytucie Sztuki PAN. Gawędy, wspomnienia, informacje na temat wiejskich obrzędów oraz pieśni w wykonaniu Walerii Żarnochowej niejednokrotnie były nagrywane przez Polskie Radio do celów programowych oraz dla zbiorów archiwalnych folkloru. Redaktorzy Polskiego Radia odwiedzali ją od 1975. W archiwum fonograficznym Polskiego Radia przechowywanych jest ponad 100 nagrań z lat 70. XX wieku, na których zarejestrowano głos Żarnochowej jako solistki, członkini zespołu śpiewaczego z Dąbrów oraz śpiewaczki kapeli z Dąbrów.
Zbierała pieśni kurpiowskie. Spisała ich ok. 800 w 30 zeszytach. Chętnie się nimi dzieliła i uczyła innych. Pieśni ludowe w wykonaniu Walerii Żarnochowej ukazały się na kilku płytach polskiej muzyki ludowej polskich i zagranicznych wydawnictw. Badaczom trudno odróżnić, co z tego, co Żarnochowa śpiewała, było tradycyjnymi pieśniami, a co jej autorską twórczością. Etnolożka Grażyna Dąbrowska twierdziła, że Żarnochowa wprowadzała w błąd badaczy, podając niektóre swoje utwory za tradycyjne.

## Działalność
Przed II wojną światową działała społecznie w Dąbrowach i Myszyńcu. Współzakładała Katolickie Stowarzyszenie Kobiet w Myszyńcu. Wzięła udział w spotkaniu delegacji z Myszyńca z prezydentem Ignacym Mościckim podczas dożynek w Spale w 1933. Po jej śpiewaczym występie i recytacji poezji prezydent podarował jej łańcuszek i broszkę z bursztynu. Wystąpiła też na Centralnym Kongresie Związku Młodej Wsi w Warszawie w czerwcu 1937. W 1939 należała do Myszynieckiego Komitetu Obrony Narodowej. Podczas obchodów Święta Morza w Myszyńcu w 1939 wzięła udział w przekazaniu gen. Kazimierzowi Sosnkowskiemu trzech karabinów zakupionych przez myszyniecki komitet na cele obronne państwa. Na rynku zaśpiewała specjalnie ułożoną na tę okazję piosenkę o wydźwięku patriotycznym i antyniemieckim, z powodu której po 1 września 1939 czasowo się ukrywała.
Po zakończeniu II wojny światowej włączyła się w życie lokalnej społeczności. Została radną Wojewódzkiej Rady Narodowej w Warszawie. Brała udział w Kongresie Pokoju. Po korektach granic administracyjnych, gdy w 1961 Dąbrowy stały się częścią województwa olsztyńskiego, została radną Powiatowej Rady Narodowej w Szczytnie, potem radną Wojewódzkiej Rady Narodowej w Olsztynie. Była delegatką na Konferencję Ligi Kobiet 24 października 1964.

## Dyskografia
- 1981 „Polska” vol.2, Poljazz PSJ87[17]
pieśni: 1. Ej jegody, jegodziny; 9.Siadaj, nie gadaj
- 1983 „Polska Muzyka Ludowa” klasa 1-3, Muza 1983 SX1770[18]
pieśni: 3.Jestem sobie starowina, nie mom nic, 9.Juz nie moge oddychać, 12.Kołys ze sie, kołys, 13.Lulaj, lulaj małe dziecię; 14.Aa kotki dwa; 15.Wysła burzycka
- „Polskie kapele ludowe”, 2. Pronit PLP0023
- 1993 Pologne: Chansons Et Danses Populaires / Poland: Folk Songs And Dances Label:VDE-Gallo – VDE CD-757
pieśni: 16.Fragment Of A Ballad (Ej jegody, jegodziny) , 17.Lullaby (Lulaj, lulaj małe dziecie),
- 1995 "Polish Folk Music - Song and Music from Various Region" Polskie Nagrania PNCD 048, reedycja na CD
pieśni: Któz tam po komorze chodzi i stuka; ᵘOtwórzta, ᵘotwórzta, niech my nie stojäm; Nie stój Manisiu jek drązek; W kᵘościeläm bili, dobrzäm zrobili; Idź Stasiu z Bogäm, scänśliwo droga (w duecie z Genowefą Bruderek)
- 1997 „Muzyka Źródeł – Kurpie. Puszcza Zielona”, płyta CD, Polskie Radio SA 1997
- 2009 „Hen, gdzie piaski i moczary, gdzie zielone zawsze bory. Pieśni Puszczy Kurpiowskiej”, vol. 5, ISPAN CD 005, wyd.Instytut Sztuki PAN i Stowarzyszenie Liber Pro Arte[19]
pieśni: 26. W koło mego uogródecka 27. A w niedziele raniusiańko 28. Marsz Polaci nieboraci 29. Przisniło sie dziewcinie na łozku lezoncej 30. Porówniaj Boze góri z dołami 31. uOj wyjezdżaj z podwórecka mego 32. uUklęknij Marysiu przed stołem styże 33. Wisła z kościółecka juz nie panieneczka 34. Witaj Królowa Matko litości 36. Gotuje sie ukrop w garku 37. Napatrzta sie starzy napatrzta sie młodzi 38. Cyście kościół zamiatali 39. uOj zza stola pani młoda 43. uUboga wdowusia ni ma komu robieć 44. Leciałi gązańki przez las wysocańki 45. Zakładajcie siwe kónie 82. Leco latami jakbi skrzydłami 83. Barbaro święta berło Jezusowe
- 2022 „Muzyka Źródeł – Waleria Żarnoch z Dąbrów (1908–1988)”, płyta CD, Polskie Radio SA 2022[5]

## Nagrody i odznaczenia
Była wielokrotnie nagradzana. Najważniejsze odznaczenia to:
- Odznaka „Zasłużony dla Warmii i Mazur” (1972)[2]
- Odznaka „Zasłużony Działacz Kultury” (1975)[2]
- Nagroda im. Oskara Kolberga (1978)
- Krzyż Kawalerski Orderu Odrodzenia Polski (18 lipca 1984)[2]
- Złota Baszta – I nagroda na Festiwalu Kapel i Śpiewaków Ludowych w Kazimierzu nad Wisłą (1986)[2] (wraz ze śpiewaczkami z Dąbrów: Anną Polak, Zofią Kaczmarczyk i Genowefą Bruderek)[1]